# Миленко Живковић
Миленко Живковић (Београд, 25. мај 1901 — Београд, 29. јун 1964) био је српски и југословенски композитор и професор Музичке академије у Београду.

## Живот и рад
Студирао је права, а упоредо је похађао и студије музике у школи „Станковић”, у класи Миленка Пауновића. Дипломирао је композицију у Лајпцигу у класи Хермана Грабнера, а потом је у периоду од 1929. до 1931. године похађао специјалистичке студије у Паризу у класи Венсана Дендија. После повратка у Београд, Миленко Живковић је радио као професор, а потом и директор музичке школе „Станковић”. Године 1948. постао је редовни професор композиције на Музичкој академији, а у периоду од 1952. до 1960. био је и њен декан. За дописног члана САНУ изабран је 1958. године. У свом композиторском опусу, како истиче Властимир Перичић, Живковић се ослањао на национални правац у српској музици. Наиме, он је посебну пажњу поклањао продубљивању хармонског израза на основу тоналних специфичности традиционалне музике, као и честој употреби полифоније и снажних ритмичких структура.
Као професор композиције на Музичкој академији у Београду, Живковић је важио за веома истакнуту личност. Његова класа је била једна од најбољих композиторских класа у историји српске композиторске педагогије, из које су потекле неке од најинтересантнијих и најоригиналнијих стваралачких личности српске музике (Душан Радић, Енрико Јосиф, Драгутин Гостушки, Владан Радовановић, Константин Бабић...).
Компоновао је оперу за децу „Дечја соба” на стихове Десанке Максимовић. Имала је два извођења 1941, потом је више деценија била загубљена, а од 2021. је поново почела да се изводи.

## Важнија дела
- Симфонијски пролог
- Симфонијски фрагменти
- Класична свита
- Игре из Македоније
- Епикон 1945. за виолончело и клавир
- Свите за клавир
- кантата Рођење весне
- сценска музика за Зону Занфирову
- зборови Рањеник; Призренке
- соло песме; филмска музика

### Књиге
- Уметност хорског певања
- Наука о хармонији
- Руковети Ст. Мокрањца